# Liste des conseillers départementaux de la Loire-Atlantique
Liste des conseillers départementaux de la Loire-Atlantique élus à la suite des élections départementales de 2015.

## Composition du Conseil départemental de laLoire-Atlantique(62 sièges)
| Parti                                | Sigle | Sigle | Élus |
| ------------------------------------ | ----- | ----- | ---- |
| Majorité (36 sièges)                 |       |       |      |
| Divers gauche                        |       | DVG   | 16   |
| Parti Socialiste                     |       | PS    | 15   |
| Europe Écologie Les Verts            |       | EELV  | 4    |
| Écologiste                           |       | ECO   | 1    |
| Opposition (26 sièges)               |       |       |      |
| Divers droite                        |       | DVD   | 17   |
| Les Républicains                     |       | LR    | 5    |
| Union des démocrates et indépendants |       | UDI   | 4    |
| Président du Conseil départemental   |       |       |      |
| Michel Ménard (PS)                   |       |       |      |

## Liste des conseillers départementaux par cantons
| Canton                                 | Conseillers départementaux  | Parti | Parti   | Année |
| -------------------------------------- | --------------------------- | ----- | ------- | ----- |
| Canton d'Ancenis                       | Claude Gautier              |       | DVD     | 2015  |
| Canton d'Ancenis                       | Nadine You                  |       | DVD     | 2015  |
| Canton de La Baule-Escoublac           | Gatien Meunier              |       | UMP     | 2015  |
| Canton de La Baule-Escoublac           | Danielle Rival              |       | UMP     | 2015  |
| Canton de Blain                        | Claire Tramier              |       | EELV    | 2015  |
| Canton de Blain                        | Marcel Verger               |       | PS      | 2015  |
| Canton de Carquefou                    | Véronique Dubettier-Grenier |       | DVD     | 2015  |
| Canton de Carquefou                    | Serge Mounier               |       | DVD     | 2015  |
| Canton de La Chapelle-sur-Erdre        | Erwan Bouvais               |       | DVD     | 2015  |
| Canton de La Chapelle-sur-Erdre        | Elisa Drion                 |       | DVD     | 2015  |
| Canton de Châteaubriant                | Bernard Douaud              |       | DVD     | 2015  |
| Canton de Châteaubriant                | Catherine Ciron             |       | DVD     | 2015  |
| Canton de Clisson                      | François Guillot            |       | UMP     | 2015  |
| Canton de Clisson                      | Nelly Sorin                 |       | DVD     | 2015  |
| Canton de Guémené-Penfao               | Yannick Bigaud              |       | DVD     | 2015  |
| Canton de Guémené-Penfao               | Anne-Sophie Douet           |       | DVD     | 2015  |
| Canton de Guérande                     | Jean-Pierre Bernard         |       | DVD     | 2015  |
| Canton de Guérande                     | Chantal Brière              |       | DVD     | 2015  |
| Canton de Machecoul                    | Jean Charrier               |       | DVG     | 2015  |
| Canton de Machecoul                    | Karine Fouquet              |       | DVG     | 2015  |
| Canton de Nantes-1                     | Fabienne Padovani           |       | PS      | 2015  |
| Canton de Nantes-1                     | Vincent Danis               |       | DVG     | 2015  |
| Canton de Nantes-2                     | Françoise Haméon            |       | PS→LREM | 2015  |
| Canton de Nantes-2                     | David Martineau             |       | PS      | 2015  |
| Canton de Nantes-3                     | Alain Robert                |       | PS      | 2015  |
| Canton de Nantes-3                     | Fanny Sallé                 |       | DVG     | 2015  |
| Canton de Nantes-4                     | Jérôme Alemany              |       | PS      | 2015  |
| Canton de Nantes-4                     | Abbassia Hakem              |       | PS      | 2015  |
| Canton de Nantes-5                     | Lyliane Jean                |       | PS      | 2015  |
| Canton de Nantes-5                     | Ali Rebouh                  |       | DVG     | 2015  |
| Canton de Nantes-6                     | Pascal Bolo                 |       | PS      | 2015  |
| Canton de Nantes-6                     | Christine Orain             |       | PS      | 2015  |
| Canton de Nantes-7                     | Michel Ménard               |       | PS      | 2015  |
| Canton de Nantes-7                     | Catherine Touchefeu         |       | PS      | 2015  |
| Canton de Nort-sur-Erdre               | Jean-Luc Besnier            |       | DVD     | 2015  |
| Canton de Nort-sur-Erdre               | Anne-Marie Cordier          |       | UDI     | 2015  |
| Canton de Pontchâteau                  | Danielle Cornet             |       | DVG     | 2015  |
| Canton de Pontchâteau                  | Bernard Lebeau              |       | DVG     | 2015  |
| Canton de Pornic                       | Patrick Girard              |       | UMP     | 2015  |
| Canton de Pornic                       | Christiane Van Goethem      |       | UMP     | 2015  |
| Canton de Rezé-1                       | Myriam Bigeard              |       | PS      | 2015  |
| Canton de Rezé-1                       | Freddy Hervochon            |       | PS      | 2015  |
| Canton de Rezé-2                       | Dominique Poirout           |       | DVG     | 2021  |
| Canton de Rezé-2                       | François Thiriet            |       | DVG     | 2021  |
| Canton de Saint-Brevin-les-Pins        | Marie-Christine Curaudeau   |       | DVD     | 2015  |
| Canton de Saint-Brevin-les-Pins        | Yannick Haury               |       | DVD     | 2015  |
| Canton de Saint-Herblain-1             | Hervé Corouge               |       | PS      | 2015  |
| Canton de Saint-Herblain-1             | Carole Grelaud              |       | PS      | 2015  |
| Canton de Saint-Herblain-2             | Bernard Gagnet              |       | PS      | 2015  |
| Canton de Saint-Herblain-2             | Marie-Paule Gaillochet      |       | DVG     | 2015  |
| Canton de Saint-Nazaire-1              | Annaig Cotonnec             |       | PS      | 2015  |
| Canton de Saint-Nazaire-1              | Bertrand Choubrac           |       | PS      | 2015  |
| Canton de Saint-Nazaire-2              | Philippe Grosvalet          |       | PS      | 2015  |
| Canton de Saint-Nazaire-2              | Lydia Meignen               |       | PS      | 2015  |
| Canton de Saint-Philbert-de-Grand-Lieu | Stéphan Beaugé              |       | UMP     | 2015  |
| Canton de Saint-Philbert-de-Grand-Lieu | Karine Paviza               |       | DVD     | 2015  |
| Canton de Saint-Sébastien-sur-Loire    | Marcelle Chapeau            |       | DVD     | 2015  |
| Canton de Saint-Sébastien-sur-Loire    | Laurent Turquois            |       | UDI     | 2015  |
| Canton de Vallet                       | Pierre Bertin               |       | UMP     | 2015  |
| Canton de Vallet                       | Charlotte Luquiau           |       | DVD     | 2015  |
| Canton de Vertou                       | Rodolphe Amailland          |       | UMP     | 2015  |
| Canton de Vertou                       | Agnès Paragot               |       | UDI     | 2015  |

## Anciens conseillers généraux

### Arrondissement d'Ancenis

#### Canton d'Ancenis
| Période | Période | Identité          | Étiquette              | Qualité                                                                                      |
| ------- | ------- | ----------------- | ---------------------- | -------------------------------------------------------------------------------------------- |
| 1945    | 19..    | M. de Landemont   | RPF puis DVD           |                                                                                              |
| 19..    | 1961    | M. Vincent        | DVD                    |                                                                                              |
| 1961    | 1970    | Maurice Moutel    | MRP puis CD            | Maire d'Ancenis (1965-1970)                                                                  |
| 1970    | 1973    | Maurice Gélineau  |                        |                                                                                              |
| 1973    | 1979    | M. Rousseau       | SE                     |                                                                                              |
| 1979    | 2004    | Édouard Landrain  | DVD puis UDF           | Maire d'Ancenis (1977-2001) Député (1988-2006) Vice-Président du Conseil Général (1982-2004) |
| 2004    | 2015    | Jean-Michel Tobie | UDF puis MoDem puis AC | Maire d'Ancenis (2001-2018) Maire de Ancenis-Saint-Géréron (2019-2020)                       |

#### Canton de Ligné
| Période | Période | Identité        | Étiquette              | Qualité                    |
| ------- | ------- | --------------- | ---------------------- | -------------------------- |
| 1945    | 1955    | Francis Athimon | DVD                    |                            |
| 1955    | 1976    | Augustin Bonnet | RI                     |                            |
| 1976    | 1994    | Jean Robin      | DVD                    | Maire de Ligné (1969-1995) |
| 1994    | 2004    | Hervé Bréhier   | UDF                    | Maire de Mouzeil           |
| 2004    | 2015    | Maurice Perrion | UDF puis MoDem puis AC | Maire de Ligné             |

#### Canton de Riaillé
| Période | Période | Identité                        | Étiquette   | Qualité                               |
| ------- | ------- | ------------------------------- | ----------- | ------------------------------------- |
| 1949    | 1975    | Yves Le Gualès de Mézaubran     | RPF puis RI | Maire de Joué-sur-Erdre               |
| 1975    | 1992    | Isabelle Le Gualès de Mézaubran | DVD         | Maire de Joué-sur-Erdre jusqu'en 2001 |
| 1992    | 2004    | Philip Squélard                 | DVD         | Maire de Trans-sur-Erdre depuis 1989  |
| 2004    | 2015    | Patrice Chevalier               | SE          | Maire de Riaillé depuis 2001          |

#### Canton de Saint-Mars-la-Jaille
| Période | Période | Identité                       | Étiquette         | Qualité                                                                                                 |
| ------- | ------- | ------------------------------ | ----------------- | --- |
| 1945    | 1964    | Alexandre Braud                | Rad. puis CR      | Maire de Saint-Mars-la-Jaille                                                                           |
| 1964    | 1994    | Charles-Henri de Cossé-Brissac | DVD puis UDF-Rad. | Maire de Saint-Mars-la-Jaille (1965-2001) Sénateur (1983-2001) Président du Conseil Général (1976-1994) |
| 1994    | 2008    | Yvette Coquereau               | DVD               | Maire de Vritz (1983-2001)                                                                              |
| 2008    | 2015    | Jean-Yves Ploteau              | DVG               | Maire de Bonnœuvre depuis 2001                                                                          |

#### Canton de Varades
| Période | Période | Identité             | Étiquette    | Qualité                                                                          |
| ------- | ------- | -------------------- | ------------ | -------------------------------------------------------------------------------- |
| 1949    | 1961    | Jean d'Anthenaise    | PRL puis DVD | Maire de La Chapelle-Saint-Sauveur (1945-1964)                                   |
| 1961    | 1985    | Maurice Thareau      | CD puis PS   | Adjoint au Maire de Varades                                                      |
| 1985    | 1992    | Jean-Pierre Baudouin | RPR          |                                                                                  |
| 1992    | 1996    | Alexandre Gautier    | PS           |                                                                                  |
| 1996    | 2011    | Claude Bricaud       | PS           | Maire de La Chapelle-Saint-Sauveur depuis 2001 Vice-Président du Conseil Général |
| 2011    | 2015    | Claude Gautier       | DVD          | Agriculteur Ancien adjoint au Maire de Varades (2001-2008)                       |

### Arrondissement de Châteaubriant

#### Canton de Blain
| Période | Période | Identité       | Étiquette    | Qualité                                                 |
| ------- | ------- | -------------- | ------------ | ------------------------------------------------------- |
| 1949    | 1961    | M. de Serrant  | RPF puis DVD |                                                         |
| 1961    | 1967    | M. Garnier     | DVG          |                                                         |
| 1967    | 1992    | Jean Hervy     | DVD          |                                                         |
| 1992    | 1998    | René Bernard   | DVD          |                                                         |
| 1998    | 2004    | Gilles Heurtin | DVD          | Maire de Blain                                          |
| 2004    | 2015    | Marcel Verger  | PS           | Maire de Bouvron depuis 2001 Président du Pays de Blain |

#### Canton de Châteaubriant
| Période | Période | Identité                      | Étiquette                                | Qualité                                                          |
| ------- | ------- | ----------------------------- | ---------------------------------------- | ---------------------------------------------------------------- |
| 1945    | 1964    | Michel du Breil de Pontbriand | apparenté UDSR puis RS puis RPF puis UNR | Maire d'Erbray Sénateur (1948-1959)                              |
| 1964    | 1988    | Xavier Hunault                | DVD puis UDF                             | Député (1962-1993) Maire de Châteaubriant (1959-1989)            |
| 1988    | 1994    | Martine Buron                 | PS                                       | Maire de Châteaubriant (1989-2001) Député Européenne (1988-1994) |
| 1994    | 2008    | Jean Seroux                   | UDF                                      | Conseiller municipal de Châteaubriant                            |
| 2008    | 2015    | Bernard Douaud                | DVD                                      | Maire de Soudan depuis 2001                                      |

#### Canton de Derval
| Période | Période | Identité       | Étiquette             | Qualité                                                       |
| ------- | ------- | -------------- | --------------------- | ------------------------------------------------------------- |
| 1945    | 1979    | M. Daguin      | RPF puis Rad. puis SE |                                                               |
| 1979    | 1985    | M. Colin       | PS                    |                                                               |
| 1985    | 1998    | Michel Hunault | RPR                   | Maire de Derval de 1989 à 2001 Député depuis 1993             |
| 1998    | 2015    | Yves Daniel    | DVG                   | Maire de Mouais depuis 1995 Vice-Président du Conseil Général |

#### Canton de Guémené-Penfao
| Période | Période | Identité        | Étiquette   | Qualité                             |
| ------- | ------- | --------------- | ----------- | ----------------------------------- |
| 1949    | 1955    | Cyprien Gourbil |             |                                     |
| 1955    | 1973    | Henri Fournis   | DVD         |                                     |
| 1973    | 1985    | Gaston Herrouin | DVG         | Enseignant                          |
| 1985    | 1992    | Eugène Leblay   | PS          | Maire de Guémené-Penfao             |
| 1992    | 2015    | Yannick Bigaud  | UDF puis NC | Maire de Guémené-Penfao depuis 1995 |

#### Canton de Moisdon-la-Rivière
| Période | Période | Identité            | Étiquette   | Qualité                                               |
| ------- | ------- | ------------------- | ----------- | ----------------------------------------------------- |
| 1945    | 1976    | M. Ginoux-Defermont | RPF puis RI |                                                       |
| 1976    | 1994    | Étienne Lerat       | DVD         | Maire de Moisdon-la-Rivière                           |
| 1994    | 2001    | Armand Bouchet      | DVG         | Maire d'Issé (1995-2001)                              |
| 2001    | 2015    | Jean Massé          | DVD         | Ancien Maire de La Meilleraye-de-Bretagne (1977-2001) |

#### Canton de Nort-sur-Erdre
| Période | Période | Identité                     | Étiquette | Qualité                                                                 |
| ------- | ------- | ---------------------------- | --------- | ----------------------------------------------------------------------- |
| 1949    | 1967    | Constant du Bois de Maquillé | DVD       | Maire de Nort-sur-Erdre                                                 |
| 1967    | 1998    | Louis Briot                  | UDF       | Maire de Nort sur Erdre                                                 |
| 1998    | 2011    | Xavier Amossé                | PS        | Maire puis Adjoint au Maire puis Conseiller municipal de Nort-sur-Erdre |
| 2011    | 2015    | Jean-Luc Besnier             | DVD       | Adjoint au Maire de Petit-Mars                                          |

#### Canton de Nozay
| Période | Période | Identité         | Étiquette | Qualité |
| ------- | ------- | ---------------- | --------- | ------- |
| 1945    | 1951    | M. Ferré         | UDSR      |         |
| 1951    | 1964    | M. Bréhier       | DVD       |         |
| 1964    | 1970    | M. Ségalen       | DVD       |         |
| 1970    | 2003    | Jean Guyon       | DVD       |         |
| 2004    | 2015    | Gilles Philippot | DVG       |         |

#### Canton de Rougé
| Période | Période | Identité            | Étiquette    | Qualité                        |
| ------- | ------- | ------------------- | ------------ | ------------------------------ |
| 1949    | 1967    | M. Lemée            | DVD          |                                |
| 1967    | 1973    | M. de Cambourg      | DVD          |                                |
| 1973    | 1992    | Jacqueline Fournier | UDR puis RPR |                                |
| 1992    | 2004    | Francis Martin      | DVD          | Maire de Noyal-sur-Brutz       |
| 2004    | 2015    | Michel Neveu        | DVG          | Maire de Soulvache depuis 2001 |

#### Canton de Saint-Julien-de-Vouvantes
| Période | Période | Identité        | Étiquette                      | Qualité                                        |
| ------- | ------- | --------------- | ------------------------------ | ---------------------------------------------- |
| 1945    | 19..    | M. de Charrette | DVD                            |                                                |
| 19..    | 1976    | Francis Le Doze | MRP puis CD puis Rad. puis MRG | Maire de Saint-Julien-de-Vouvantes (1953-1977) |
| 1976    | 2001    | Raymond Lebossé | DVD puis UDF-CDS               | Maire d'Erbray                                 |
| 2001    | 2015    | Jean Poulain    | DVG                            | Maire d'Erbray (1995-2008)                     |

#### Canton de Saint-Nicolas-de-Redon
| Période | Période | Identité        | Étiquette | Qualité                                                        |
| ------- | ------- | --------------- | --------- | -------------------------------------------------------------- |
| 1945    | 1976    | Jean du Dresnay | CNI       | Président du Conseil Général (1970-1976)                       |
| 1976    | 1982    | M. Geffriaud    | DVD       |                                                                |
| 1982    | 2001    | René Bouillot   | DVD       | Professeur - Maire de Saint-Nicolas-de-Redon (1983-2001)       |
| 2001    | 2015    | Yvon Mahé       | DVG       | Maire de Fégréac depuis 1995 Vice-Président du Conseil Général |

### Arrondissement de Nantes

#### Canton d'Aigrefeuille-sur-Maine
| Période | Période | Identité                 | Étiquette | Qualité                                                                        |
| ------- | ------- | ------------------------ | --------- | ------------------------------------------------------------------------------ |
| 1945    | 1961    | Hubert d'Aviau de Ternay | DVD       | Maire du Bignon (1935-1977)                                                    |
| 1961    | 1998    | Paulette Gandemer        | DVD       | maire de Vieillevigne (Loire-Atlantique)                                       |
| 1998    | 2015    | Bernard Deniaud          | PS        | Conseiller municipal de Montbert (2001-2008) Vice-Président du Conseil Général |

#### Canton de Bouaye
| Période | Période | Identité           | Étiquette    | Qualité |
| ------- | ------- | ------------------ | ------------ | --- |
| 1945    | 1951    | Arthur Boutin      | SFIO         | Employé puis aviculteur Maire de Rezé (1945-1949)                                                            |
| 1951    | 1964    | Henri Robichon     | CNIP         | Député (1958-1962)                                                                                           |
| 1964    | 1970    | Alexandre Plancher | SFIO         | Maire de Rezé (1959-1978)                                                                                    |
| 1970    | 1976    | Benoît Macquet     | UDR puis RPR | Député (1958-1978)                                                                                           |
| 1976    | 1982    | Jacques Floch      | PS           | Député (1981-1986, 1988-2001 et 2002-2007) Maire de Rezé (1978-1999) Secrétaire d'Etat (2001-2002)           |
| 1982    | 1994    | Daniel Prin        | PS           | |
| 1994    | 2004    | Claude Gobin       | UDF          | Maire de Saint-Aignan-Grandlieu (1989-2004)                                                                  |
| 2004    | 2015    | Gérard Allard      | PS           | Adjoint au maire de Rezé (2001-2014) Vice-président du conseil général (2011-2015) Maire de Rezé (2014-2020) |

#### Canton de Carquefou
| Période | Période | Identité           | Étiquette        | Qualité                                    |
| ------- | ------- | ------------------ | ---------------- | ------------------------------------------ |
| 1945    | 1949    | M. de Montbeillard | PRL              |                                            |
| 1949    | 1955    | Jean Moussion      | DVD              |                                            |
| 1955    | 1973    | M. Fouchard        | DVD              |                                            |
| 1973    | 1985    | Pierre Stalder     | DVD puis UDF-CDS | Maire de Carquefou (1977-1983)             |
| 1985    | 2004    | Pierre Brasselet   | DVD              | Maire de Sainte-Luce-sur-Loire (1983-2007) |
| 2004    | 2015    | Bernard Aunette    | PS               | Maire de Sainte-Luce-sur-Loire depuis 2008 |

#### Canton de La Chapelle-sur-Erdre
| Période | Période | Identité               | Étiquette    | Qualité                                                                                            |
| ------- | ------- | ---------------------- | ------------ | -------------------------------------------------------------------------------------------------- |
| 1945    | 1967    | Olivier de Sesmaisons  | RPF puis DVD | Maire de La Chapelle-sur-Erdre Député (1945-1967)                                                  |
| 1967    | 2001    | Donatien de Sesmaisons | RI puis UDF  | maire de[La Chapelle-sur-Erdre de 1971 à 1989                                                      |
| 2001    | 2015    | Hervé Bocher           | PS           | Ancien conseiller municipal de La Chapelle-sur-Erdre (1983-2008) Vice-Président du Conseil Général |

#### Canton de Clisson
| Période | Période | Identité                        | Étiquette            | Qualité                      |
| ------- | ------- | ------------------------------- | -------------------- | ---------------------------- |
| 1945    | 1992    | Joseph-Henri Maujouan du Gasset | PRL puis RI puis UDF | Député (1967-1993)           |
| 1992    | 1998    | Marie-Loïc Richard              | UDF                  | Maire de Gétigné (1989-2008) |
| 1998    | 2015    | Michel Merlet                   | PS                   | Maire de Clisson (1995-2001) |

#### Canton de Legé
| Période | Période | Identité           | Étiquette    | Qualité                                                     |
| ------- | ------- | ------------------ | ------------ | ----------------------------------------------------------- |
| 1945    | 1964    | M. Musseau         | Centriste    |                                                             |
| 1964    | 1976    | Robert de Goulaine | DVD          | Maire de Saint-Étienne-de-Corcoué puis de Corcoué-sur-Logne |
| 1976    | 198.    | M. Marcetteau      | DVD          |                                                             |
| 198.    | 1994    | Marcel Barteau     | RPR puis UDF |                                                             |
| 1994    | 2015    | M. Claude Naud     | SE           | Maire de Corcoué-sur-Logne depuis 2008                      |

#### Canton du Loroux-Bottereau
| Période | Période | Identité       | Étiquette    | Qualité                                                    |
| ------- | ------- | -------------- | ------------ | ---------------------------------------------------------- |
| 1919    | 1940    | Louis Linÿer   | FR           | Sénateur (1927-1940) maire du Loroux-Bottereau (1912-1940) |
| 1945    | 1967    | M. Douineau    | RPF puis RI  |                                                            |
| 1967    | 1992    | Frédéric Praud | DVD puis RPR | Maire de Saint-Julien-de-Concelles                         |
| 1992    | 2011    | Roger Jamin    | DVD          | Maire de La Chapelle-Basse-Mer depuis 1989                 |
| 2011    | 2015    | Pierre Bertin  | UMP          | Adjoint au Maire du Landreau                               |

#### Canton de Machecoul
| Période | Période | Identité                       | Étiquette | Qualité                                                                                            |
| ------- | ------- | ------------------------------ | --------- | -------------------------------------------------------------------------------------------------- |
| 1900    | 1940    | Augustin Dutertre de La Coudre | PRNS      | Député (1937-1940) maire de Machecoul (1907-1944 et 1945)                                          |
|         |         |                                |           | |
| 1945    | 1970    | Jean Allard de Grandmaison     | CNIP      | Député (1958-1962) Maire de Machecoul (1953-1970)                                                  |
| 1970    | 1994    | Robert Girard                  | DVD       | |
| 1994    | 2001    | Marie-Renée Julien-Bordron     | RPR       | |
| 2001    | 2008    | Rogatien Foucher               | UDF       | Conseiller municipal de Machecoul Président de la Communauté de Communes de la Région de Machecoul |
| 2008    | 2015    | Jean Charrier                  | SE        | Maire de Saint-Mars-de-Coutais depuis 2001                                                         |

#### Ancien canton de Nantes
- Ferdinand Favre (1779-1867), (président du Conseil général (1852-1866), maire de Nantes (1832-1848, 1852-1866)
- Évariste Colombel (président du Conseil général de 1831 à 1833), conseiller municipal de Nantes (1843-1844), député (1846 par le collège électoral de Paimbœuf), maire de Nantes (1848-1852)
- François Bignon (homme politique) (1850-1851) ;
- Ange Guépin (1805-1873), conseiller général (1845, 1848, 1864)

#### Canton de Nantes-1
| Période | Période | Identité          | Étiquette             | Qualité |
| ------- | ------- | ----------------- | --------------------- | --- |
| 1945    | 1961    | Dr Fortineau      | DVD                   | |
| 1961    | 1979    | Albert Dassié     | UNR puis UDR puis RPR | Député (1962-1967) et (1968-1973)                                                                                                |
| 1979    | 2004    | Monique Papon     | UDF puis UMP          | Députée (1986-1997) Sénatrice (2001-2011) Adjointe au maire de Nantes (1983-1989) Vice-présidente du Conseil général (1994-2004) |
| 2004    | 2015    | Fabienne Padovani | PS                    | Adjointe au maire de Nantes depuis 2001                                                                                          |

#### Canton de Nantes-2
| Période | Période | Identité          | Étiquette     | Qualité                                                       |
| ------- | ------- | ----------------- | ------------- | ------------------------------------------------------------- |
| 1945    | 1949    | M. Le Floch       | DVD           |                                                               |
| 1949    | 1964    | Michel Raingeard  | RPF puis CNIP | Député (1951-1958)                                            |
| 1964    | 1994    | Paul Guillard     | CNIP          | Sénateur (1965-1983)                                          |
| 1994    | 2001    | Annick du Roscoät | CNIP          | Conseillère municipale de Nantes Conseillère régionale        |
| 2001    | 2014    | Michelle Meunier  | PS            | Adjointe au maire de Nantes (1989-2011) Sénatrice depuis 2011 |

#### Canton de Nantes-3
| Période | Période | Identité       | Étiquette | Qualité                                                      |
| ------- | ------- | -------------- | --------- | ------------------------------------------------------------ |
| 1945    | 19..    | M. Haury       | DVD       |                                                              |
| 19..    | 1979    | M. Pellerin    | CNI       |                                                              |
| 1979    | 1998    | Benoît Macquet | RPR       | Député (1958-1978)                                           |
| 1998    | 2015    | Alain Robert   | PS        | Adjoint au maire de Nantes Vice-Président du Conseil Général |

#### Canton de Nantes-4
| Période | Période | Identité                  | Étiquette            | Qualité |
| ------- | ------- | ------------------------- | -------------------- | --- |
| 1945    | 1958    | M. Piveteau               | DVD                  | |
| 1958    | 1964    | Marcelin Verbe            | UDSR puis CR         | |
| 1964    | 1976    | M. Lerat                  | DVD                  | |
| 1976    | 2015    | Loïc Le Masne de Chermont | RI puis UDF puis UMP | Conseiller municipal de Saint-Étienne-de-Montluc (1971-1977) 1er adjoint au maire de Nantes (1983-1989) Conseiller régional (1977-2004) |

#### Canton de Nantes-5
| Période | Période | Identité         | Étiquette    | Qualité                                                                                         |
| ------- | ------- | ---------------- | ------------ | ----------------------------------------------------------------------------------------------- |
| 1945    | 1973    | M. Abel-Durand   | RPF puis DVD | Ancien Adjoint au Maire de Nantes Sénateur (1940-1965) Président du Conseil Général (1945-1967) |
| 1973    | 1979    | M. Jeanneau      | PS puis PSD  |                                                                                                 |
| 1979    | 1985    | Michel Moreau    | PCF          | Adjoint au Maire de Nantes (1977-1983)                                                          |
| 1985    | 2015    | Mme Claude Seyse | PS           | Adjointe au Maire de Nantes (1989-2008) Ancienne Vice-Présidente du Conseil Général (2004-2008) |

#### Canton de Nantes-6
| Période | Période | Identité              | Étiquette    | Qualité                                                                                                 |
| ------- | ------- | --------------------- | ------------ | --- |
| 1945    | 1951    | M. Bottineau          | DVD          | |
| 1951    | 1964    | M. Lucot              | DVD          | |
| 1964    | 1973    |                       |              | |
| 1973    | 1982    | Alain Chénard         | PS           | Député (1978-1988) Maire de Nantes (1977-1983)                                                          |
| 1982    | 2008    | Jean-Pierre Le Ridant | RPR puis UMP | Adjoint au Maire de Nantes (1983-1989) Vice-Président du Conseil Général (1994-2004) Député (2002-2007) |
| 2008    | 2015    | Pascale Scilbo        | PS           | Adjointe au Maire de Nantes                                                                             |

#### Canton de Nantes-7
| Période | Période | Identité         | Étiquette      | Qualité                                                       |
| ------- | ------- | ---------------- | -------------- | ------------------------------------------------------------- |
| 1945    | 1951    | M. Bulard        | PCF            |                                                               |
| 1951    | 1964    | Jean Le Gigant   | DVD            |                                                               |
| 1964    | 1973    |                  |                |                                                               |
| 1973    | 1979    | Jean-Yves Barbin | RI puis UDF-PR |                                                               |
| 1979    | 1992    | Pierre Marchi    | PS             | Adjoint au Maire de Nantes (1977-1983)                        |
| 1992    | 2001    | Patrick Rimbert  | PS             | Député (1997-2002) 1er adjoint au maire de Nantes depuis 2001 |
| 2001    | 2004    | Denis Liquet     | PS             |                                                               |
| 2004    | 2015    | Pascal Bolo      | PS             | Adjoint au Maire de Nantes                                    |

#### Canton de Nantes-8
| Période | Période | Identité               | Étiquette             | Qualité                                                                                                   |
| ------- | ------- | ---------------------- | --------------------- | --- |
| 1973    | 1976    | André Routier-Preuvost | SFIO puis PS puis DVG | Adjoint au Maire de Nantes                                                                                |
| 1976    | 2001    | Guy Goureaux           | PS                    | Adjoint au maire de Nantes (1977-1983)                                                                    |
| 2001    | 2015    | Michel Ménard          | PS                    | Député (5e circonscription de la Loire-Atlantique) depuis 2007 Conseiller municipal de Nantes (1995-2007) |

#### Canton de Nantes-9
| Période | Période | Identité            | Étiquette   | Qualité                                                       |
| ------- | ------- | ------------------- | ----------- | ------------------------------------------------------------- |
| 1973    | 1979    | M. Thomas           | PS puis PSD |                                                               |
| 1979    | 1985    | M. Année            | PS          |                                                               |
| 1985    | 2004    | Albert Mahé         | PS          | Adjoint au maire de Nantes                                    |
| 2004    | 2015    | Catherine Touchefeu | PS          | Adjoint au maire de Nantes Vice-Présidente du Conseil Général |

#### Canton de Nantes-10
| Période | Période | Identité                      | Étiquette                                  | Qualité                                                             |
| ------- | ------- | ----------------------------- | ------------------------------------------ | ------------------------------------------------------------------- |
| 1964    | 1982    | Marcelin Verbe                | DVG puis DVD                               | Maire de Saint-Sébastien-sur-Loire (1953-1983)                      |
| 1982    | 1988    | Georges Lusteau               | PS                                         |                                                                     |
| 1988    | 1991    | Yves Laurent                  | PS                                         | Maire de Saint-Sébastien-sur-Loire (1983-1991)                      |
| 1991    | 1996    | Martine Laurent               | PS                                         | Maire de Saint-Sébastien-sur-Loire (1991-1995)                      |
| 1996    | 2011    | Joël Guerriau                 | UDF-Radical puis DVD (2002) puis NC (2009) | Maire de Saint-Sébastien-sur-Loire (1995-2017) Sénateur depuis 2011 |
| 2011    | 2015    | Anne-Sophie Lamberthon-Guerra | DVD                                        |                                                                     |

#### Canton de Nantes-11
| Période | Période | Identité          | Étiquette | Qualité |
| ------- | ------- | ----------------- | --------- | --- |
| 1985    | 2011    | Patrick Mareschal | PS        | adjoint au maire de Nantes (1977-1983) 1er adjoint au maire de Nantes (1989-2001) Président du conseil général de la Loire-Atlantique (2004-2011) |
| 2011    | 2014    | Johanna Rolland   | PS        | Adjointe au Maire de Nantes (2008-2014) Maire de Nantes (depuis 2014) Présidente de Nantes Métropole (depuis 2014)                                |
| 2014    | 2015    | Ali Rebouh        | PS        | |

#### Canton d'Orvault
| Période | Période | Identité            | Étiquette   | Qualité                        |
| ------- | ------- | ------------------- | ----------- | ------------------------------ |
| 1982    | 1998    | André Louisy        | UDF         | Maire d'Orvault (1983-2001)    |
| 1998    | 2004    | Jean-Claude Lebossé | PS          | conseiller municipal d'Orvault |
| 2004    | 2015    | Joseph Parpaillon   | DVD puis NC | Maire d'Orvault depuis 2001    |

#### Canton du Pellerin
| Période | Période | Identité         | Étiquette           | Qualité                          |
| ------- | ------- | ---------------- | ------------------- | -------------------------------- |
| 1945    | 1951    | M. Greslé        | MRP puis DVD        |                                  |
| 1951    | 1965    | Georges Judic    | UDSR puis Centriste |                                  |
| 1965    | 1988    | Francis Lambourg | DVD puis UDF        | Maire de La Montagne (1965-1969) |
| 1988    | 1994    | Moïse Landreau   | PS                  |                                  |
| 1994    | 2001    | Joseph Thomas    | UDF                 | Maire de Port-Saint-Père         |
| 2001    | 2015    | Daniel Morisson  | PS                  | Maire du Pellerin (1995-2008)    |

#### Canton de Rezé
| Période | Période | Identité             | Étiquette | Qualité |
| ------- | ------- | -------------------- | --------- | --- |
| 1973    | 1978    | Alexandre Plancher   | PS        | Maire de Rezé (1959-1978) |
| 1978    | 1994    | Michelle Charpentier | PS        | |
| 1994    | 2015    | Françoise Verchère   | PG        | Maire de Bouguenais de 1993 à 2008 Adjointe au Maire de Bouguenais depuis 2008 Ancienne Vice-Présidente du Conseil Général (2004-2008) |

#### Canton de Saint-Étienne-de-Montluc
| Période | Période | Identité                            | Étiquette | Qualité                                       |
| ------- | ------- | ----------------------------------- | --------- | --------------------------------------------- |
| 1949    | 1967    | Guillaume Hersart de la Villemarqué | DVD       | Maire de Vigneux-de-Bretagne                  |
| 1967    | 1979    | Nicole Hersart de la Villemarqué    | DVD       | Maire de Vigneux-de-Bretagne                  |
| 1979    | 1985    | M. Mabit                            | PS        |                                               |
| 1985    | 1998    | Jean Redor                          | DVD       | Maire de Saint-Étienne-de-Montluc             |
| 1998    | 2015    | Jean-Pierre Fougerat                | PS        | Maire de Couëron depuis 1995 Député suppléant |

#### Anciencanton de Saint-Herblain
| Période | Période | Identité          | Étiquette     | Qualité                             |
| ------- | ------- | ----------------- | ------------- | ----------------------------------- |
| 1973    | 1976    | Christian Chauvel | SFIO puis DVG | Député (1967-1968 et 1973-1978)     |
| 1976    | 1982    | Jean-Marc Ayrault | PS            | Maire de Saint-Herblain (1977-1989) |

#### Canton de Saint-Herblain-Est
| Période | Période | Identité        | Étiquette | Qualité                                                  |
| ------- | ------- | --------------- | --------- | -------------------------------------------------------- |
| 1982    | 2001    | Charles Gautier | PS        | Sénateur (2001-2011) Maire de Saint-Herblain depuis 1989 |
| 2001    | 2015    | Bernard Gagnet  | PS        | Adjoint au maire de Saint-Herblain depuis 1995           |

#### Canton de Saint-Herblain-Ouest-Indre
| Période | Période | Identité         | Étiquette | Qualité                                                                |
| ------- | ------- | ---------------- | --------- | ---------------------------------------------------------------------- |
| 1982    | 2001    | Brigitte Ayrault | PS        |                                                                        |
| 2001    | 2015    | Mireille Martin  | PS        | Conseillère municipale et ancienne Adjointe au maire de Saint-Herblain |

#### Canton de Saint-Philbert-de-Grand-Lieu
| Période | Période | Identité             | Étiquette    | Qualité                                                                           |
| ------- | ------- | -------------------- | ------------ | --------------------------------------------------------------------------------- |
| 1945    | 1961    | Pierre de La Roberie | PRL puis DVD | Maire de Saint-Philbert-de-Grand-Lieu                                             |
| 1961    | 1979    | M. Pennetier         | DVD          | Maire de Saint-Philbert-de-Grand-Lieu                                             |
| 1979    | 1998    | Claude Vincendeau    | DVD          | Maire de Saint-Philbert-de-Grand-Lieu (1971-1995)                                 |
| 1998    | 2015    | Stéphan Beaugé       | DVD puis UMP | Conseiller municipal de Saint-Philbert-de-Grand-Lieu depuis 2001 Député suppléant |

#### Canton de Vallet
| Période | Période | Identité          | Étiquette  | Qualité                                                                        |
| ------- | ------- | ----------------- | ---------- | ------------------------------------------------------------------------------ |
| 1945    | 1951    | Émile Gabory      | DVD        | Historien, Poète, Archiviste et Viticulteur Premier adjoint au Maire de Vallet |
| 1951    | 1970    | M. Mahot          | DVD        |                                                                                |
| 1970    | 1976    | M. Demangeau      | SE puis PS |                                                                                |
| 1976    | 1982    | M. Barre          | DVD        |                                                                                |
| 1982    | 1988    | Robert Bouet      | DVD        |                                                                                |
| 1988    | 1994    | Antoine Guilbaud  | DVD        | Maire de Vallet                                                                |
| 1994    | 2001    | Jean-Claude Douet | UDF        | Maire du Pallet (1989-2008)                                                    |
| 2001    | 2008    | Jean-Claude Douet | UDF        | Maire du Pallet                                                                |
| 2008    | 2015    | René Baron        | PS         | Maire de la Regrippière depuis 2008                                            |

#### Canton de Vertou
| Période | Période | Identité                         | Étiquette             | Qualité                                                                                   |
| ------- | ------- | -------------------------------- | --------------------- | ----------------------------------------------------------------------------------------- |
| 1945    | 1949    | Auguste Saupin                   | Rad.                  |                                                                                           |
| 1949    | 1973    | Geoffroy du Bouyais de Couesbouc | DVD                   | Maire de Saint-Fiacre-sur-Maine (1937-1973)                                               |
| 1973    | 2004    | Luc Dejoie                       | UDR puis RPR puis UMP | Sénateur (1983-2001) Maire de Vertou (1971-1995) Président du Conseil Général (1994-2001) |
| 2004    | 2011    | Martine L'Hostis                 | PS                    | Conseillère municipale de Vertou depuis 2001                                              |
| 2011    | 2015    | Rodolphe Amailland               | UMP                   | Adjoint au maire de Vertou depuis 2008                                                    |

#### Canton de Vertou-Vignoble
| Période | Période | Identité             | Étiquette | Qualité                             |
| ------- | ------- | -------------------- | --------- | ----------------------------------- |
| 1985    | 2011    | Serge Poignant       | RPR       | Maire de Basse-Goulaine (1983-2001) |
| 2011    | 2015    | Jean-Claude Daubisse | RPR       | Maire de Haute-Goulaine depuis 1995 |

### Arrondissement de Saint-Nazaire

#### Canton de La Baule-Escoublac
| Période | Période | Identité       | Étiquette    | Qualité |
| ------- | ------- | -------------- | ------------ | --- |
| 1985    | 2011    | Guy Lemaire    | RPR puis UMP | Adjoint au maire de La Baule-Escoublac (1983-1995) Vice-Président du Conseil Général (1992-2004) Sénateur (1992-2001) |
| 2011    | 2015    | Gatien Meunier | UMP          | Adjoint au Maire de La Baule-Escoublac                                                                                |

#### Canton de Bourgneuf-en-Retz
| Période | Période | Identité                                   | Étiquette   | Qualité                                               |
| ------- | ------- | ------------------------------------------ | ----------- | ----------------------------------------------------- |
| ????    | 1900    | Charles Étienne Gustave Le Clerc de Juigné | Légitimiste | Maire de Saint-Hilaire-de-Chaléons                    |
| 1900    | 1940    | Jacques Auguste Marie Le Clerc de Juigné   | DVD         |                                                       |
|         |         |                                            |             |                                                       |
| 1945    | 19..    | M. Hardy                                   | DVD         |                                                       |
| 19..    | 1982    | M. Leduc                                   | DVD         |                                                       |
| 1982    | 1988    | Jean-Raymond Audion                        | RPR         | Maire de Bourgneuf-en-Retz (1979-1995)                |
| 1988    | 1994    | Jean-Raymond Audion                        | RPR         | Maire de Bourgneuf-en-Retz                            |
| 1994    | 2001    | Jean-Raymond Audion                        | RPR         | Maire de Bourgneuf-en-Retz                            |
| 2001    | 2008    | Jean-Raymond Audion                        | RPR         | Conseiller municipal de Bourgneuf-en-Retz (1995-2008) |
| 2008    | 2015    | Jean-Raymond Audion                        | UMP         | Conseiller municipal de Bourgneuf-en-Retz             |

#### Canton du Croisic
| Période | Période | Identité            | Étiquette    | Qualité                                                                                       |
| ------- | ------- | ------------------- | ------------ | --------------------------------------------------------------------------------------------- |
| 1949    | 1958    | Louis Loday         | RPF puis DVD | Maire du Pouliguen (1945-1969)                                                                |
| 1958    | 1976    | M. Clénet           | DVD          |                                                                                               |
| 1976    | 1982    | Félix Monville      | app. PS      | Maire du Pouliguen (1971-1983)                                                                |
| 1982    | 198.    | M. Jaunay           | RPR          |                                                                                               |
| 198.    | 1994    | Jean-Pierre Auffret | DVD          | Maire du Croisic                                                                              |
| 1994    | 2002    | Christophe Priou    | RPR          | Député depuis 2002 Maire du Croisic (1995-2008) Vice-Président du Conseil Général (2001-2002) |
| 2002    | 2015    | Christian Canonne   | RPR puis UMP | Conseiller municipal (et ancien Maire de 2001 à 2008) du Pouliguen                            |

#### Canton de Guérande
| Période | Période | Identité             | Étiquette            | Qualité |
| ------- | ------- | -------------------- | -------------------- | --- |
| 1945    | 1970    | René Dubois          | PRL puis RPF puis RI | Député (1946-1948) Sénateur (1948-1965) Maire de La Baule (1945-1971)                                           |
| 1970    | 1982    | Olivier Guichard     | UDR puis RPR         | Député (1967-1997) Maire de La Baule (1971-1995) Ministre (1967-1977) Président du Conseil Régional (1974-1998) |
| 1982    | 1986    | Jean Rousseau        | app. RPR             | Maire de Guérande (1979-1986)                                                                                   |
| 1986    | 1994    | Michel Rabreau       | RPR                  | Député (1967-1974 et 1976-1978) Maire de Guérande (1986-1995)                                                   |
| 1994    | 2001    | René Leroux          | PS                   | Député (1997-2002) Maire de La Turballe depuis 1989                                                             |
| 2001    | 2006    | Jean-Pierre Dhonneur | RPR puis UMP         | Maire de Guérande (1995-2006)                                                                                   |
| 2006    | 2015    | René Leroux          | PS                   | Maire de La Turballe                                                                                            |

#### Canton d'Herbignac
| Période | Période | Identité                  | Étiquette       | Qualité                                          |
| ------- | ------- | ------------------------- | --------------- | ------------------------------------------------ |
| 1949    | 1961    | Jacques Chombart de Lauwe | PRL puis CNI    | Maire d'Herbignac (1945-1963) Député (1945-1951) |
| 1961    | 1985    | Bernard Legrand           | CD puis UDF-CDS | Sénateur (1974-1992)                             |
| 1985    | 1992    | M. Belliot                | UDF-CDS         |                                                  |
| 1992    | 2011    | Charles Moreau            | PS              | Maire d'Herbignac (1989-2008)                    |
| 2011    | 2015    | Franck Hervy              | PS              | Maire de La Chapelle-des-Marais                  |

#### Canton de Montoir-de-Bretagne
| Période | Période | Identité            | Étiquette | Qualité                                                     |
| ------- | ------- | ------------------- | --------- | ----------------------------------------------------------- |
| 1973    | 1982    | Jean-Louis Le Corre | PCF       | Maire de Trignac (1977-2008)                                |
| 1982    | 1994    | Yannick Vaugrenard  | PS        | Adjoint au Maire de Trignac (1977-1989) Conseiller régional |
| 1994    | 2008    | Jean-Louis Le Corre | PCF       | Maire de Trignac                                            |
| 2008    | 2015    | Roger David         | PCF       | Maire de Saint-Malo-de-Guersac (1995-2008)                  |

#### Canton de Paimbœuf
| Période | Période | Identité         | Étiquette    | Qualité                                                                                        |
| ------- | ------- | ---------------- | ------------ | ---------------------------------------------------------------------------------------------- |
| 1945    | 19..    | JM. Hardy        | PS           |                                                                                                |
| 19..    | 1971    | Albert Chassagne | RI           | Maire de Paimbœuf (1959-1971)                                                                  |
| 1971    | 1979    | M. Chauvet       | SE           |                                                                                                |
| 1979    | 1998    | Raymond Kerverdo | RPR puis DVD | Maire de Saint-Brevin-les-Pins (1977-1989)                                                     |
| 1998    | 2004    | Yanick Lebeaupin | PS           | Adjointe au maire du Pellerin (1983-1999)                                                      |
| 2004    | 2011    | Yanick Lebeaupin | PS           | Conseillère municipale de Saint-Brevin-les-Pins depuis 2001 Vice-Présidente du Conseil Général |
| 2011    | 2015    | Yannick Haury    | NC           | Maire de Saint-Brevin-les-Pins depuis 2007                                                     |

#### Canton de Pontchâteau
| Période | Période | Identité                            | Étiquette    | Qualité |
| ------- | ------- | ----------------------------------- | ------------ | --- |
| 1900    | 1930    | Arthur Espivent de La Villesboisnet |              | Maire de Sainte-Reine-de-Bretagne (1900-1930) Député (1914-1919)                                                       |
|         |         |                                     |              | |
| 1951    | 1973    | Maurice Sambron                     | RI           | Maire de Pontchâteau (1945-1973) Sénateur (1965-1973)                                                                  |
| 1974    | 1994    | Yves Mesnier                        | DVD puis RPR | Maire de Pontchâteau                                                                                                   |
| 1994    | 2002    | Dominique David                     | app. RPR     | Maire de Pontchâteau                                                                                                   |
| 2003    | 2015    | Bernard Clouet                      | DVD          | Maire de Pontchâteau depuis 2003 Président de la Communauté de communes du Pays de Pontchâteau - Saint-Gildas-des-Bois |

#### Canton de Pornic
| Période | Période | Identité         | Étiquette             | Qualité                                                 |
| ------- | ------- | ---------------- | --------------------- | ------------------------------------------------------- |
| 1949    | 1967    | Pierre Fleury    | RPF puis ARS puis DVD | Maire du Clion-sur-Mer (1925-1964) Sénateur (1948-1955) |
| 1967    | 1976    | Jean Courot      | RI puis DVD           | Maire de Pornic                                         |
| 1976    | 1998    | Michel Guisseau  | DVD                   | Maire de La Plaine-sur-Mer (1989-1995)                  |
| 1998    | 2004    | Philippe Boënnec | RPR                   | Maire de Pornic depuis 1993                             |
| 2004    | 2007    | Philippe Boënnec | RPR                   | Maire de Pornic                                         |
| 2007    | 2015    | Patrick Girard   | UMP                   | Ancien Maire de Saint-Michel-Chef-Chef (1995-2008)      |

#### Canton de Saint-Gildas-des-Bois
| Période | Période | Identité                  | Étiquette    | Qualité |
| ------- | ------- | ------------------------- | ------------ | --- |
| 1945    | 1967    | M. Chaussé Pierre         | DVD          | Maire de Saint-Gildas-des-Bois                                                                                          |
| 1967    | 1994    | Jean Martin de Baudinière | DVD puis UDF | Maire de Drefféac (1953-1995)                                                                                           |
| 1994    | 2015    | André Trillard            | RPR puis UMP | Sénateur depuis 2001 Président du Conseil Général (2001-2004) Maire de Saint-Gildas-des-Bois (1983-2001 et depuis 2008) |

#### Anciencanton de Saint-Nazaire
| Période | Période | Identité           | Étiquette    | Qualité                                               |
| ------- | ------- | ------------------ | ------------ | ----------------------------------------------------- |
| 1945    | 1967    | Jean Guitton       | SFIO         | Député (1945-1958) Maire de Saint-Nazaire (1945-1947) |
| 1967    | 1973    | Georges Carpentier | SFIO puis PS | Député (1967-1978)                                    |

#### Canton de Saint-Nazaire-Centre
| Période | Période | Identité         | Étiquette | Qualité                           |
| ------- | ------- | ---------------- | --------- | --------------------------------- |
| 1982    | 1988    | Marie-Anne Dugué | PS        |                                   |
| 1988    | 2015    | Gérard Mauduit   | PS        | Adjoint au maire de Saint-Nazaire |

#### Canton de Saint-Nazaire-Est
| Période | Période | Identité           | Étiquette | Qualité |
| ------- | ------- | ------------------ | --------- | --- |
| 1973    | 1992    | Pierre Verdy       | PS        | Conseiller municipal de Saint-Nazaire                                                                       |
| 1992    | 1998    | Maxime Batard      | PS        | Adjoint au maire de Saint-Nazaire                                                                           |
| 1998    | 2015    | Philippe Grosvalet | PS        | Conseiller municipal (et ancien Adjoint au Maire) de Saint-Nazaire Président du Conseil Général depuis 2011 |

#### Canton de Saint-Nazaire-Ouest
| Période | Période | Identité            | Étiquette | Qualité                                                |
| ------- | ------- | ------------------- | --------- | ------------------------------------------------------ |
| 1973    | 1979    | Georges Carpentier  | PS        | Député (1967-1978)                                     |
| 1979    | 1985    | M. Richard          | PS        |                                                        |
| 1985    | 1992    | Étienne Garnier     | RPR       | Député (1993-1997)                                     |
| 1992    | 2008    | Marie-Odile Bouillé | PS        | Adjointe au maire de Saint-Nazaire Députée depuis 2007 |
| 2008    | 2011    | Gilles Denigot      | Verts-EÉ  | Ancien Conseiller municipal de Saint-Nazaire           |
| 2011    | 2015    | Annaig Cotonnec     | PS        |                                                        |

#### Canton de Saint-Père-en-Retz
| Période | Période | Identité               | Étiquette             | Qualité                                                   |
| ------- | ------- | ---------------------- | --------------------- | --------------------------------------------------------- |
| 1945    | 19..    | M. de Kersabiec        | DVD                   |                                                           |
| 19..    | 1958    | M. Reveillet           | DVD                   |                                                           |
| 1958    | 19..    | M. de Kersabiec        | DVD                   |                                                           |
| 19..    | 1970    | M. Rouxel              | DVD                   |                                                           |
| 1970    | 1982    | Louis Merlet           | DVD                   | Maire de Frossay (1964-1977)                              |
| 1982    | 1994    | Fernand Bouchereau     | DVD puis RPR puis DVD | Maire de Saint-Viaud (1971-2001)                          |
| 1994    | 2001    | Suzanne Veyrac         | RPR puis RPF          |                                                           |
| 2001    | 2008    | Pierre Olivier         | DVD                   |                                                           |
| 2008    | 2015    | Chantal Leduc-Bouchaud | DVG                   | Vice-présidente du Conseil général de la Loire-Atlantique |

#### Canton de Savenay
| Période | Période | Identité                  | Étiquette    | Qualité                      |
| ------- | ------- | ------------------------- | ------------ | ---------------------------- |
| 1945    | 19..    | M. Le Cour de Grandmaison | PRL puis DVD |                              |
| 19..    | 1967    | Georges Pineau            | MRP          | Maire de Savenay (1959-1965) |
| 1967    | 1979    | M. Bouchet                | SE           |                              |
| 1979    | 1998    | Guy Normand               | DVD          | Maire de Savenay (1977-1992) |
| 1998    | 2011    | Jean-Claude Le Gall       | PS           | Maire de Savenay (1995-2008) |
| 2011    | 2015    | Lénaïck Leclair           | PS           | Maire de Prinquiau           |